# نگاشت ژن
نگاشت ژن (Gene mapping) یا نگاشت ژنوم عبارت است از ساختن یک نگاشت ژنتیکی که قطعه‌های دی ان ای را به کروموزوم‌ها اختصاص می‌دهد.
هنگامی که در ابتدا مشغول بررسی یک ژنوم هستیم، این نگاشت وجود ندارد. نگاشت با پیشرفت علمی بهبود می‌یابد و هنگامی که توالی‌یابی دی ان ای برای ژنوم گونه‌ها کامل شد، تکمیل می‌شود. در طول این پروسه، قطعه‌ها با برچسب‌های کوچکی شناسایی می‌شوند. این برچسب‌ها ممکن است نشانگرهای ژنتیکی، یا الگوی وابسته به ترتیب یگانه از آنزیم‌های برش دی ان ای باشند. ترتیب به دست آمده از مشاهدات ژنتیکی (مثل نرخ نوترکیب) برای نشانگرها، یا در مورد دوم از اجتماع محاسباتی داده‌های اثر انگشت به دست می‌آید. واژه «نگاشت» در مورد دو مبحث متفاوت اما مربوط به هم کاربرد دارد.
دو نوع نگاشت متفاوت داریم. نگاشت ژنتیکی از روش‌های ژنتیکی کلاسیک برای تعریف ویژگی‌های توالی در یک ژنوم استفاده می‌کند. نگاشت با استفاده از روش‌های زیست‌شناسی مولکولی جدید برای هدفی مشابه هدف نگاشت ژنتیکی را نگاشت فیزیکی می‌نامند.

## نگاشت فیزیکی
در نگاشت فیزیکی، دی ان ای توسط یک آنزیم محدودکننده برش داده می‌شود. با یک برش قطعات دی ان ای با الکتروفورز از یکدیگر جدا می‌شوند. الگوی حاصل از انتقال دی ان ای برای شناسایی این که کدام بخش از دی ان ای در همتاسازی مولکولی قرار دارد استفاده می‌شود. با تحلیل اثر انگشت‌ها، قطعاتی که با یکدیگر هم‌پوشانی دارند با روش‌های خودکار و دستی سر هم می‌شوند. حال می‌توان یک انتخاب خوب از همتاسازی مولکولی داشت تا بتوانیم توالی دی ان ای تحت مطالعه را تعیین کنیم.
محدودسازی کلان نوعی نگاشت فیزیکی است که در آن دی ان ای با وزن مولکولی بالا با یک آنزیم محدودکننده تجزیه می‌شود.

## وابستگی به بیماری
روند شناسایی یک عنصر ژنتیکی که مسئول یک بیماری است را نیز «نگاشت» می‌نامند. اگر مکانی که جستجو در آن انجام می‌شود به‌طور قابل ملاحظه‌ای محدود باشد، این جستجو را «نگاشت دقیق» یک ژن می‌نامند. این اطلاعات از تحقیق بر روی ظهور بیماری‌ها در خانواده‌های بزرگ یا مطالعات وابستگی ژنتیکی بر اساس جمعیت به دست می‌آید.